# دون هاو
دون هاو (به انگلیسی: Don Howe) بازیکن فوتبال (زادهٔ ۱۲ اکتبر ۱۹۳۵ - درگذشته ۲۳ دسامبر ۲۰۱۵) اهل انگلستان بود که سابقهٔ بازی در تیم ملی فوتبال انگلستان را در کارنامهٔ خود دارد. وی در تاریخ ۱۹ اکتبر ۱۹۵۷ نخستین بازی ملی خود را در مقابل تیم ملی فوتبال ولز انجام داد و با حضور در ۲۳ بازی ملی، در تاریخ ۱۸ نوامبر ۱۹۵۹ واپسین بازی ملی‌اش را در برابر تیم ملی فوتبال ایرلند شمالی برگزار کرد.